# كونميغو
كونميغو (Conmigo) هي أغنية فرنسية إسبانية للمغني الفرنسي الفائز في الموسم الثالث من مسابقة الغناء ذا فويس بنسخته الفرنسية كينجي جيراك من ألبومه الأول الشهير كينجي. حصلت الأغنية على أكثر من 86 مليون مشاهدة في اليوتيوب، بعد نشرها عليه في 18 مارس 2015.